# Genius of Modern Music
Genius of Modern Music (Vol. 1 & Vol 2) ist der Titel von zwei erstmals 1956 erschienenen Jazzalben des Pianisten und Komponisten Thelonious Monk mit Aufnahmen von 1947 bis 1952 für das Plattenlabel Blue Note Records.

## Editionsgeschichte der Schallplatten
Sie enthalten die Stücke von sechs Aufnahmesessions vom 15. Oktober 1947 bis zum 30. Mai 1952 für das Jazzlabel Blue Note Records, wo sie zunächst als 78er Platten, dann als 10-Inch-LPs, später als 12-Inch-LPs erschienen sind. Inzwischen liegen sämtliche Blue Note-Einspielungen als CDs vor; einschließlich der Aufnahmen mit Sonny Rollins am 14. April 1957 und John Coltrane am 11. September 1958 erschienen sie als The Complete Blue Note Recordings in einer 4-CD-Box.

## Die Aufnahmen

### Monk als Schlüsselfigur im Modern Jazz
Zum Zeitpunkt seiner ersten Aufnahmen bei Blue Note war Thelonious Monk 30 Jahre alt und eine Schlüsselfigur des Modern Jazz -- obwohl er vorher nur vier Titel mit Coleman Hawkins aufgenommen sowie an den legendären Sessions im Minton’s Playhouse teilgenommen hatte, die später unter dem Namen des Gitarristen Charlie Christian erschienen. Hawkins, Cootie Williams, Dizzy Gillespie, Kenny Clarke und Bud Powell hatten einige seiner Kompositionen eingespielt. In den drei Sessions des Jahres 1947 wurden jene zehn Kompositionen aufgenommen, die seinen Ruhm für die nächste Dekade ausmachen sollen und Beispiel für die berstende kreative Energie des Pianisten sind.

### Die Session vom 15. Oktober 1947
Der Saxophonist Ike Quebec, damals musikalischer Direktor bei Blue Note Records, brachte Monk mit Alfred Lion und Francis Wolff von dem Plattenlabel in Kontakt; sie waren sehr daran interessiert, modernen Jazz auf Schallplatte herauszubringen. Quebec steuerte für die erste Session zwei Stücke bei (Evonce, Suburban Eyes) und sorgte dafür, dass sein damals siebzehnjähriger Cousin, Danny Quebec West mitspielen durfte. Der Tenorsaxophonist Billy Smith ist heute vergessen. Des Weiteren wirkten der Trompeter Idrees Sulieman, der Bassist Gene Ramey, ein Charlie-Parker-Kollege aus der Jay-McShann-Band und der Schlagzeuger Art Blakey mit, der im gleichen Jahr seine Karriere bei Blue Note begann. Die Stücke der ersten Session wie Humph oder Evonce atmen noch halb den Geist des Bebop, so Günther Huesmann, auch wenn Monk hier derjenige ist, der sich dem Formel-Repertoire dieses damals noch frischen Jazzstils deutlich entzieht.

### Die Session vom 24. Oktober 1947
Neun Tage später fand die zweite Blue Note-Session mit der gleichen Rhythmusgruppe statt; durch das Fehlen der Bläsergruppe dominierte aber Monks Musik wesentlich stärker. Aufgenommen wurden seine vier Kompositionen Ruby, My Dear, Well You Needn’t, Off Minor und Introspection, der George-Gershwin-Klassiker Nice Work If You Can Get It und der Jazzstandard von Vernon Duke‚ April in Paris. Nice Work war schon bei den Minton’s-Sessions ein Klassiker gewesen; der spätere Jazzstandard Well You Needn’t, der später durch Miles Davis’ Interpretation populär werden sollte, erscheint hier zum ersten Mal auf Platte. Tadd Dameron übernahm die Akkordfolge für seine Komposition Dameronia: Off Minor – auch What Now betitelt – hatte kurz zuvor schon Bud Powell aufgenommen. Introspection hatte Monk für die Dizzy Gillespie Big Band 1946 arrangiert und gehört zu seinen weniger bekannten Stücken.

### Die Session vom 21. November 1947
Am 21. November (noch bevor irgendeine der vorherigen Ausnahmen veröffentlicht war) fand die nächste, dritte Blue Note Session statt. In Quintett-Besetzung mit Art Blakey, Sahib Shihab, Monks bevorzugtem Altsaxophonisten in dieser Zeit, und dem Trompeter George „Flip“ Taitt, der gelegentlich für Sulieman in Monks Band einsprang, und dem unbekannt gebliebenen Bassisten Bob Paige. Der britische Jazzkritiker Jack Cooke schrieb zu dieser Session, dass die Besetzung mit zwei Hörnern initiale Bedeutung für den späteren Hardbop gehabt habe. In Walked Bud ist ein Tribut Monks an seinen Kollegen Bud Powell, eine Verarbeitung der Komposition Blue Skies. Monk’s Mood hatte ursprünglich den Titel Feeling This Way Now und gilt als eine der perfektesten Kompositionen Thelonious Monks. Mit der Komposition Who Knows taten sich Monks Mitspieler schwer (es mussten mehrere takes eingespielt werden). Round Midnight (oder auch Round About Midnight, wie es auf der Original-78er-Platte bezeichnet wurde), gilt heute als die klassische Monk-Komposition: Cootie Williams hatte die Ballade erstmals 1944 eingespielt (und sich selbst dabei für seine Anstrengungen als Co-Autor eingesetzt) und Dizzy Gillespie hatte sie zwei Jahre später noch mit einer Einleitung und einer Coda versehen und aufgenommen. Die hier gespielte Version orientiert sich an der von Gillespie.

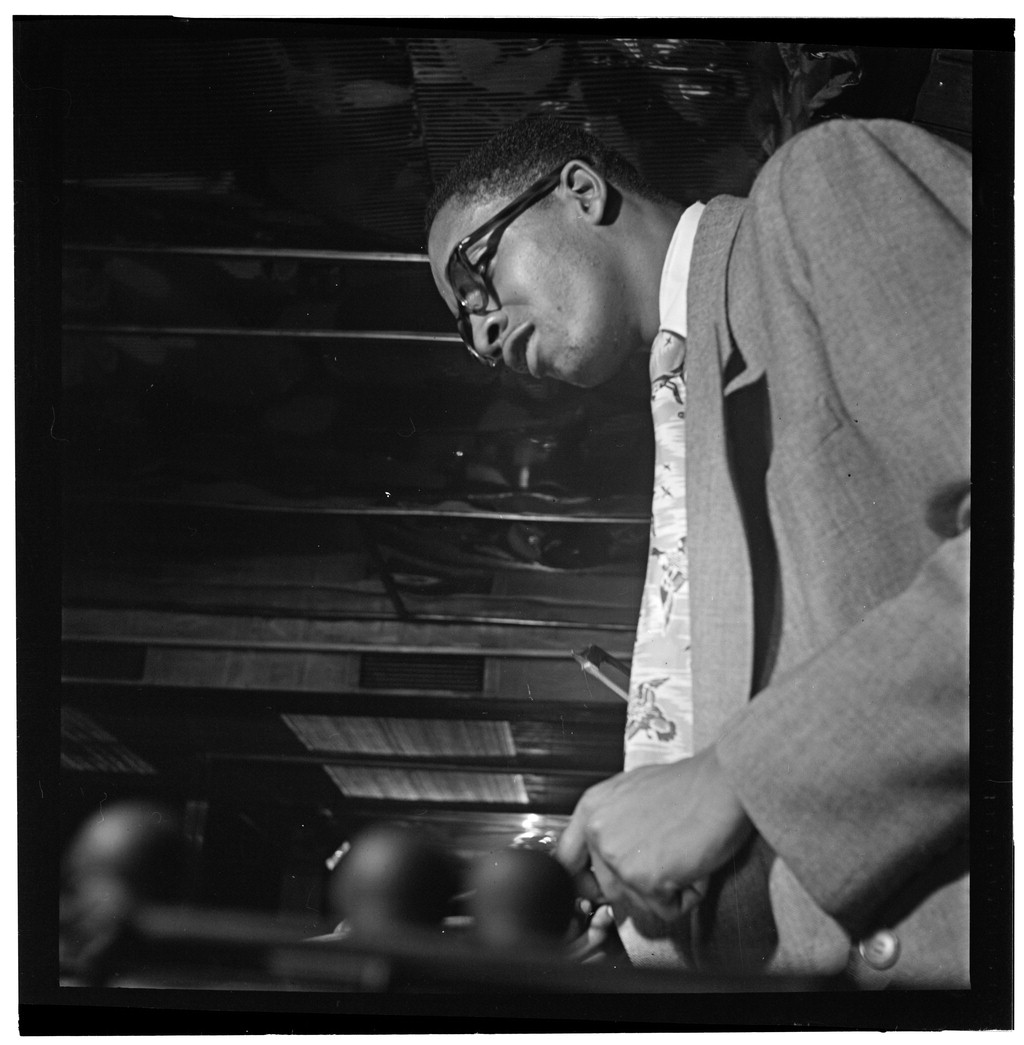
Milt Jackson, New York, um 1947.
Fotografie von William P. Gottlieb.

### Die Session vom 2. Juli 1948
Die Session am 2. Juli 1948 zählt zu Monks legendärsten, was an der außergewöhnlichen Übereinstimmung zwischen dem Pianisten Monk und dem Vibraphonisten Milt Jackson begründet liegt. Günther Huesmann schreibt, dass der perlende, schimmernde Fluss von Milt Jacksons Vibraphon die bizarre Kantigkeit von Monks Klaviersound auf wunderbare Weise ergänzt.
Weitere Mitspieler sind der Bassist John Simmons und der Schlagzeuger Rossiere Shadow Wilson. Als Gast auf dieser Session wirkt bei zwei Stücken (All the Things You Are, I Should Care) der Sänger Kenny Hagood mit, der – wie Milt Jackson – mit Monk in Dizzy Gillespies Big Band mitgewirkt hatte. I Should Care war eine der bekannten Balladen der 1940er Jahre und wurde von Monk später auch Solo eingespielt (Thelonious Himself, 1957). Die klassische Monk-Komposition Evidence basiert auf den Akkorden von Just You, Just Me.
Misterioso (auf der Original-78er-Platte Mysterioso genannt) zählt zu den berühmtesten Kompositionen Monks: Gunther Schuller nannte es die Summierung der gesamten Arbeit Monks zu dieser Zeit, und sowohl in seinem Solo wie in der kompositorischen Anlage ein wunderbares Beispiel für Monks künstlerische Meisterschaft.
Kenny Clarke ist der Mit-Autor von Epistrophy, das von Rhythmus her identisch ist mit Salt Peanuts, das Clarke mit Dizzy Gillespie komponiert hatte. Cootie Williams nahm das Stück erstmals 1942 auf; die erste veröffentlichte Version nahm Kenny Clarke 1946 in Frankreich mit den 52nd Street Boys auf.
I Mean You wurde mit Mitwirkung von Milt Jackson erstmals von Coleman Hawkins 1946 aufgenommen.

### Die Session vom 23. Juli 1951
Es sollte drei Jahre dauern, bis die nächste Aufnahmesession für Blue Note zustande kam. Die Session vom 23. Juli führte zu einer erneuten Begegnung mit Sahib Shihab, Milt Jackson und Art Blakey; hinzu kam erstmals der Bassist Al McKibbon.
Schon das erste Stück Four In One zeigt, welche Entwicklung Monk und seine Begleiter in der Zeit seit ihrer letzten Studiobegegnung genommen haben. Die Komposition gehört zu den klassischen Einspielungen des Pianisten. Das Gleiche gilt für das folgende Criss Cross: Gunther Schuller hob die Bedeutung dieses Stückes hervor, denn es habe eine rein instrumental angelegte Konzeption. „Es sei kein Song im herkömmlichen Sinne, es ist eine Komposition für Instrumente, aber der radikalste Aspekt von Criss Cross sei dessen Abstraktion, so wie ein abstrakter Maler mit nichtobjektiven Mustern arbeite.“ Monk kann in Criss Cross Rhythmen so platzieren, so Günther Huesmann, dass sie eine melodische Wirkung erzielen. Der Pianist Monk phrasiert mit einem so eigenwilligen Anschlag, dass die Töne zu „tanzen“ scheinen.
Eronel ist eine weniger bekannte Komposition; unklar ist ob Sulieman und der Pianist Sadik Hakim die Mitautorschaft beanspruchen können.
Der Blues Straight No Chaser wurde zu einer von Monks bekanntesten Kompositionen und ab 1958 ein Jazzstandard. Die Session endete mit zwei Balladen, Ask Me Now und Willow Weep for Me.

### Die Session vom 30. Mai 1952
Monks Session vom 30. Mai 1952 sollte seine letzte für Blue Note Records als Bandleader sein; er erweiterte seine Band zum Sextett mit dem Trompeter Kenny Dorham, dem Altsaxophonisten Lou Donaldson und dem Tenorsaxophonisten Lucky Thompson; hinzu kamen der heute vergessene Bassist Nelson Boyd und der Schlagzeuger Max Roach, der sich wie Blakey ideal in Monks musikalische Konzeption einfügte. Von den damals gespielten Stücken wurden lediglich Let’s Cool One, Skippy, Hornin’ In und Carolina Moon als 78er Schallplatte veröffentlicht. Letzteres Stück war im 6/4-Takt geschrieben und basiert auf Un Poco Loco von Bud Powell. Die weiteren Stücke waren I’ll Follow You (ein Schlager von 1932) und Sixteen (basierend auf einer ähnlichen Akkordabfolge, wie sie Sonny Rollins für Doxy verwenden sollte), erschienen erst nach Monks Tod.

## Die Blue Note-Sessions

### Besetzung und Stücke in zeitlicher Abfolge
1. New York (WOR Studios) – 15. Oktober 1947
Idrees Sulieman (tp), Danny Quebec West (as), Billy Smith (ts), Thelonious Monk (p), Gene Ramey (b), Art Blakey (dr)
- Humph (Monk[9])
- Evonce (alt. Take) (Sulieman/Quebec)
- Evonce (Sulieman/Quebec)
- Suburban Eyes (Quebec)
- Suburban Eyes (alt. take) (Quebec)
- Thelonious

2. New York (WOR Studios) – 24. Oktober 1947
Monk (p), Gene Ramey (b), Art Blakey (dr)
- Nice Work If You Can Get It (Gershwin)
- Ruby My Dear (alt. Take)
- Ruby My Dear
- Well You Needn’t (alt. Take)
- Well You Needn’t
- April In Paris (alt. Take) (Duke/Harburg)
- April In Paris (Duke/Harburg)
- Introspection

3. New York (WOR Studios) – 21. November 1947
George Taitt (tp), Sahib Shihab (as), Monk, Bob Paige (b), Art Blakey (dr)
- In walked Bud
- Monk’s Mood
- Who Knows
- ’Round Midnight
- Who Knows (alt. take)

4. New York (Apex Studios) – 2. Juli 1948
Milt Jackson (vib), Monk (p), John Simmons (b), Shadow Wilson (dr), Kenny Hagood (voc)
- All the Things You Are (Hammerstein/Kern)
- I Should Care (alt. Take)  (Cahn/Stordahl/Weston)
- I Should Care (Cahn/Stordahl/Weston)

Milt Jackson (vib), Monk (p), John Simmons (b), Shadow Wilson (dr)
- Evidence
- Misterioso
- Misterioso (alt. Take)
- Epistrophy (Monk/Kenny Clarke)
- I Mean You

5. New York (WOR Studios) – 23. Juli 1951
Sahib Shihab (as), Milt Jackson (vib), Monk (p), Al McKibbon (b), Art Blakey (dr)
- Four In One
- Four In One (alt. Take)
- Criss Cross
- Criss Cross (alt. Take)
- Eronel
- Straight No Chaser
- Ask Me Now (alt. Take) ohne Shahib und Jackson
- Ask Me Now ohne Shahib und Jackson
- Willow Weep for Me (A. Ronell), ohne Sahib Shahib

6. New York (WOR Studios) 30. Mai 1952
Kenny Dorham (tp), Lou Donaldson (as), Lucky Thompson (ts), Monk (p), Nelson Boyd (b), Max Roach (dr)
- Skippy
- Skippy (alt. Take)
- Hornin’ In (alt. Take)
- Hornin’ In
- Sixteen (fist take)
- Sixteen (second take)
- Carolina Moon (Davis/Burke)
- Let’s Cool One
- I’ll Follow You (Turk/Ahlert, ohne Dorham, Donaldson und Thompson)

### Singles der Blue-Note-Ära

#### Blue Note 500 series (10 inch 78 rpm)
- BN 542 Suburban Eyes (BN310-1) / Thelonious (BN311-0)
- BN 543 Well, You Needn’t (BN314-0) / ’Round About Midnight (BN321-1)
- BN 547 Evonce (BN309-4) / Off Minor (BN317-1)
- BN 548 In Walked Bud (BN318-3) / Epistrophy (BN330-0)
- BN 549 Ruby, My Dear (BN313-1) / Evidence (BN328-0)
- BN 560 Humph (BN308-2) / Misterioso (BN329-0)

#### Blue Note 1200 series (10 inch 78 rpm)
- BN 1201 All the Things You Are (BN326-3) / I Should Care (BN327-2)

#### Blue Note 1500 series (10 inch 78 rpm)
- BN 1564 I Mean You (BN331-1) / Symphonette (BN334-1) [„Symphonette“ wurde nicht von Monk, sondern von Tadd Dameron aufgenommen]
- BN 1565 Monk’s Mood (BN319-0) / Who Knows (BN320-0)
- BN 1575 Nice Work If You Can Get It (BN312-1) / April in Paris (BN315-1)
- BN 1589 Four in One (BN392-1) / Straight, No Chaser (BN395-0)
- BN 1590 Criss Cross (BN393-0) / Eronel (BN394-0)
- BN 1591 Ask Me Now (BN396-1) / Willow Weep for Me (BN397-0)
- BN 1602 Skippy (BN434-1 tk.2) / Let's Cool One (BN438-0 tk.11)
- BN 1603 Hornin' In (BN435-3 tk.7) / Carolina Moon (BN437-0 tk.10)

#### Blue Note 1600 series (7 inch 45 rpm)
- BN 45-1664 ’Round About Midnight" (BN321-1) / In Walked Bud (BN318-3)
- BN 45-1646 Lillie Milt Jackson (BN423-1 tk.4) / Willow Weep for Me (BN397-0) [publ. unter dem Namen von Milt Jackson]

### Editorische Anmerkungen
Die CD Genius Of Modern Music Vol. 1 (Blue Note CCP 300089) enthält die Aufnahmen des Jahres 1947; die CD Genius Of Modern Music Vol. 2 (Blue Note CCP 300090) enthält die Aufnahmen der Jahre 1951–52; es fehlen aber die 1948 unter Milt Jacksons Leitung eingespielten Stücke Epistrophy und Misterioso. Diese sind aber auf der 4-CD-Ausgabe enthalten.
Zusätzlich erschienen auf der 4-CD-Ausgabe The Complete Blue Note Recordings
- die beiden Stücke vom Sonny Rollins Album Sonny Rollins Vol. 1 (Blue Note) die beiden Titel, die Thelonious Monk komponierte und begleitete: Reflections und Misterioso. Weitere Mitspieler sind Paul Chambers (b) und Art Blakey, aufgenommen im Rudy Van Gelder Studio, Hackensack, New Jersey, am 14. April 1957.
- Die Aufnahmen aus dem New Yorker Jazzclub „Five Spot“ vom 11. September 1958 mit John Coltrane, Ahmed Abdul-Malik (b), Roy Haynes (dr) mit den Titeln Crespuscule With Nellie, Trinkle Tinkle, In walked Bud, I Mean You und Epistrophy.

Die Blue Note-Kompilation Thelonious Monk – The Best of the Blue Note Years beinhaltet die wichtigsten „master takes“ der sechs Sessions von 1947–52 und bietet einen gelungenen Überblick über diese Schaffensphase Monks.

## Rezeption
Die Musikzeitschrift Jazzwise nahm das Album in die Liste The 100 Jazz Albums That Shook the World auf; Brian Priestley schrieb:

“These early Monk sides almost sank without trace when first issued as 78rpm singles, and it was only because of a LP selection under this title in the mid-1950s that more than a handful of punters took any notice. Blue Note, though, were so into Monk that they’d done these three sessions in little more than a month, just to get the first small-group versions of ‘Round Midnight’, ‘Ruby My Dear’, ‘Thelonious’ and ‘In Walked Bud’ among others. With the possible exception of Idrees, the soloists weren’t up to the pianist’s level. Yet the miraculous Blakey is at his early best”

„Diese frühen Monk-Platten, zunächst als 78er-Singles veröffentlicht, waren spurlos verschwunden, als nur eine Handvoll Kunden Mitte der 1950er Jahre von der LP-Zusammenstellung Notiz nahmen. Blue Note war dennoch so von Monk überzeugt, dass man diese drei Sessions in wenig mehr als einem Monat aufgenommen hatte, um so zu den ersten Ensemble-Versionen etwa von ‚Round Midnight‘, ‚Ruby My Dear‘, ‚Thelonious‘ und ‚In Walked Bud‘ zu gelangen. Vielleicht mit Ausnahme von Idrees [Sulieman] waren die Solisten nicht auf dem Niveau des Pianisten. Dennoch ist der wunderbare Blakey in früher Bestform.“